# La Route de l'enfer (film)
Pour l’article homonyme, voir La Route de l'enfer.
Pour plus de détails, voir Fiche technique et Distribution.
La Route de l'enfer (Paradise Highway) est un film américano-germano-suisse réalisé par Anna Gutto, sorti en 2022.

## Synopsis
Sally est une conductrice de camion. Son frère Dennis est en prison et un gang de prisonniers l'oblige à faire certaines choses. Pour l'aider, Sally a été plusieurs fois contrainte de transporter pour le gang des marchandises non déclarées et illégales. Les agents Gerick et Sterling du FBI enquêtent sur les agissements du gang. Sally doit se remettre en question lorsqu'elle découvre que sa nouvelle « livraison » est une fille nommé Leila. Avec cette dernière à bord de son camion, elle est poursuivie par les autorités ainsi que des tueurs du gang.

## Fiche technique
Sauf indication contraire, les informations mentionnées dans cette section peuvent être confirmées par la base de données cinématographiques IMDb,  présente dans la section « Liens externes ».
- Titre original : Paradise Highway
- Titre français : La Route de l'enfer
- Réalisation et scénario : Anna Gutto
- Musique : Anné Kulonen
- Direction artistique : Andrew Kim
- Décors : Frida Oliva
- Photographie : John Christian Rosenlund
- Montage : Christian Siebenherz
- Production : Georgia Bayliff, Claudia Bluemhuber et Michael Leahy

Producteurs délégués : René Besson, David Gendron et Ali Jazayeri
- Sociétés de production : Praesens-Film, Silver Reel et ZDF Enterprises
- Sociétés de distribution : Lionsgate (États-Unis), ZDF Enterprises (Allemagne), Metropolitan Filmexport (France)
- Pays de production :  Allemagne,  États-Unis,  Suisse
- Langue originale : anglais
- Format : couleur
- Genre : thriller, road movie
- Dates de sortie[1] :
  - États-Unis : 29 juillet 2022 (sortie limitée en salles et vidéo à la demande)
  - Suisse : 6 août 2022 (festival de Locarno)
  - France : 19 août 2023 (en DVD)
- Classification[2] :
  - États-Unis : R

## Distribution
- Juliette Binoche (VF : Isabelle Desplantes) : Sally
- Frank Grillo (VF : Christophe Seugnet) : Dennis
- Morgan Freeman (VF : Gérard Rouzier) : l'agent Gerick
- Hala Finley (en) (VF : Laurie Sanial) : Leila
- Cameron Monaghan (VF : Benjamin Marin) : l'agent du FBI Finley Sterling
- Christiane Seidel (VF : Frédérique Marlot) : Claire
- Veronica Ferres (VF : Annick Chatel) : Rose
- Desire Wood (VF : Bérangère Rochet) : Pattie
- Dianne McNair-Smith (VF : Christine Pâris) : Dolly
- Walker Babington (VF : Vincent Touré) : Terrence
- Jwaundace Candece (en) (VF : Bérangère Rochet) : Tesia
- Jackie Dallas : Deborah
- Jim Dougherty : Paul

## Production
Le tournage a lieu au Mississippi, notamment à Jackson, Clarksdale et Brookhaven en juillet 2021,,,.

## Sortie
En octobre 2021, il est annoncé que Lionsgate a acquis les droits de distribution pour l'Amérique du Nord. Le film sortira aux États-Unis en sortie limitée dans quelques salles ainsi qu'en vidéo à la demande dès le 29 juillet 2022.
Il sera ensuite présenté au festival international du film de Locarno en Suisse le 6 août 2022.